# Holtet Nunatak
Holtet Nunatak är en nunatak i Antarktis. Den ligger i Västantarktis. Argentina, Chile och Storbritannien gör anspråk på området. Toppen på Holtet Nunatak är 1 300 meter över havet.
Terrängen runt Holtet Nunatak är huvudsakligen lite kuperad.  Trakten är obefolkad. Det finns inga samhällen i närheten.